# Lodovico Melzi d’Eril

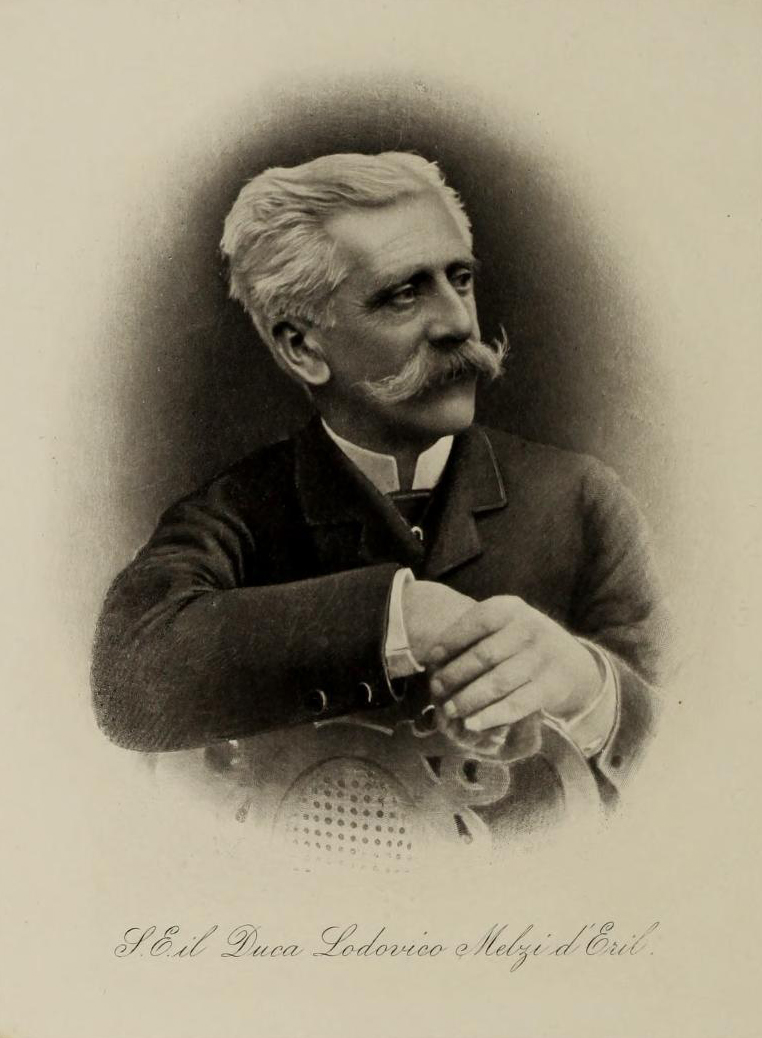
Porträt des Herzogs Lodovico Melzi d’Eril

Lodovico Melzi d’Eril (* 2. Februar 1820 in Mailand; † 6. Mai 1886 ebenda) war ein italienischer Adliger und Unternehmer.

## Leben
Lodovico, ein Mitglied der Familie Melzi, wurde 1820 in Mailand als ältester Sohn von Giovanni Francesco, Neffe und Adoptivsohn des ersten Herzogs von Lodi Francesco Melzi d’Eril, geboren. Von seinem Vater erbte er auch die Titel und den damit verbundenen Familienbesitz wie das Latifundium Correzzola, fünftausend Hektar, in der Provinz Padua. Er heiratete am 2. Februar 1842 in Paris Luigia, die zweitgeborene Tochter des genuesischen Markgrafen Antonio Brignole Sale: seine älteste Tochter Maria hatte bereits Raffaele De Ferrari, den Herzog von Galliera, geheiratet. Luigia hatte die Idee, den Genueser Palazzo Ridolfo e Giovanni Francesco Brignole Sale (Palazzo Rosso) ungeteilt zu lassen, damit die darin enthaltenen Schätze besichtigt werden konnten. Von 1841 bis 1847 baute Lodovico den von seinem Großonkel Francesco erworbenen Palast im Mailänder Stadtteil Cavalchina (heute Via Manin) durch den Architekten Giacomo Moraglia im spätklassizistischen Stil um.
Gemeinsam mit seinem Schwager Raffaele De Ferrari und der Banque Privée Edmond de Rothschild setzte er am 14. März 1856 die Privatisierung der Eisenbahngesellschaft des Königreichs Lombardo-Venetien durch, um den wirtschaftlichen und sozialen Aufschwung dieser Regionen zu fördern. In den Jahren 1856–1858 war er ein Vertreter der Anti-Risorgimento-Strömung, die die Unabhängigkeitsideale von Erzherzog Ferdinand Maximilian Joseph Maria von Österreich für den Königreich Lombardo-Venetien unterstützte. In denselben Jahren begann er zunächst in den Polesine-Gebieten in der Nähe des Po-Deltas mit der Urbarmachung von zweitausend Hektar Sumpfland im Ortschaft Correzzola mit einer Wasserpumpe, die von der Firma Aventi Pilly aus Ferrara nach Studien des Agronomen Luigi Alfieri entwickelt wurde.
Nach der Proklamation der Einigung Italiens förderte er im Einvernehmen mit dem ersten Bürgermeister der Stadt, Kavalier Antonio Beretta, die städtebauliche Entwicklung des Prinz-Umberto-Viertels nach modernen Richtlinien für den dringenden Bedarf an Wohnraum sowie den Anstand und den Vorteil, der sich für unser Mailand ergeben würde. In zweiter Ehe heiratete er am 26. Oktober 1876 Joséphine Barbò, Universalerbin seines Vermögens; der Herzog ruht in der aristokratischen Kapelle der Villa Melzi d’Eril in Bellagio in einem von Vincenzo Vela (1890) geschaffenen Grabdenkmal, seinem letzten Werk.